# Verre-Oostelijke Republiek
De Verre-Oostelijke Republiek (Russisch: Дальневосточная Республика (ДВР); Dalnevostotsjnaja Respoeblika (DVR)) was een communistische sovjetrepubliek in het Russische Verre Oosten en zuidelijk Oost-Siberië ten oosten van het Baikalmeer die werd gesticht op 6 april 1920 als bufferstaat tussen de RSFSR en de gebieden die waren bezet door Japan. Na de evacuatie van de Japanners uit Vladivostok werd het gebied onderdeel gemaakt van de RSFSR. De staat was slechts een vazalstaat, werd bestuurd door bolsjewieken en werd in feite grotendeels bestuurd door de RSFSR. Tot oktober 1920 was de hoofdstad Verchneoedinsk (nu Oelan-Oede) en daarna Tsjita.
De Verre-Oostelijke Republiek werd onder andere bekend door de roman Dokter Zjivago van Boris Pasternak.

## Geschiedenis

### Voorgeschiedenis
De DVR werd na de Oktoberrevolutie en de overname van de macht door de bolsjewieken in Rusland gesticht door de lokale arbeiders uit de Baikalregio op 6 april 1920 om daarmee een bufferstaat te vormen tussen de communisten en de Japanse bezette gebieden. Het Rode Leger had namelijk het mensjewistische Witte Leger van Koltsjak verslagen en was opgerukt tot Irkoetsk en wist dat in Tsjita Japanse troepen waren gelegerd. Om een directe oorlog tussen Sovjet-Rusland en Japan te voorkomen werd daarop door Lenin het Rode Leger ervan weerhouden om verder op te rukken en werd de DVR gesticht. De 70.000 Japanse soldaten, gezamenlijk met 8000 man interventiestrijdkrachten van het Amerikaanse Siberisch Expeditieleger (American Expeditionary Force Siberia), die naar het gebied waren gekomen om de anticommunistische witten te ondersteunen, moesten echter eerst uit het gebied vertrekken. Op 15 juli 1920 werd het Verdrag van Gongota getekend waarbij de DVR het bolsjewisme aannam in ruil voor de Japanse evacuatie van de meeste bezette gebieden. De Japanners werden bij de onderhandelingen door de Verenigde Staten, die geen Japanse invloed wilden in Oost-Rusland, gedwongen akkoord te gaan met de terugtrekking van haar troepen uit onder andere de Transbaikalregio. In de volgende maanden trok Japan zich terug en hield begin 1921 alleen nog de kustgebieden en Noord-Sachalin bezet. Hiermee werd een poging van de witten om in Oost-Siberië haar machtscentrum te stichten verijdeld.
Vanaf 1918 bezette Japan ook het aangrenzende Chinese Mantsjoerije. Ook het Tsjecho-Slowaaks Legioen, een 92.000 man sterke eenheid van Tsjechen en Slowaken, die ook overlopers uit het Oostenrijks-Hongaarse Leger omvatte, en die op de hand was van de witten, speelde een rol, aangezien deze de Trans-Siberische spoorlijn in handen had en in 1920 zich terugtrok in Vladivostok. Dit zorgde ervoor dat de witte Voorlopige regering van autonoom Siberië en haar lokale leider ataman Grigori Semjonov kon worden geïsoleerd, verslagen en verdreven uit Tsjita in oktober 1920.

### Omvang
De DVR omvatte bestuurlijk de gebieden van de huidige oblasten Amoer en Tsjita en krajs Chabarovsk en Primorje (toen bekend als de oblasten Transbaikal, Amoer en Primorje). De stad Chabarovsk stond echter onder bestuur van de witte leider Konstantin Lichojdov die ook op 6 april een overheid had opgezet in deze stad. Geografisch strekte de DVR zich uit vanaf het Baikalmeer (Baikalgebied en Transbaikal), langs de Mongoolse en Chinese grenzen en Kamtsjatka en het Tsjoektsjenschiereiland. Jakoetië maakte geen deel uit van het gebied en Boerjatië was verdeeld in een westelijk deel dat onderdeel was van de RSFSR en een oostelijk deel dat onderdeel was van de DVR. Tsjoekotka en Kamtsjatka bleven grotendeels buiten de invloedssfeer van de DVR. Deze gebieden stonden echter ook al in de tijd van het Russische Rijk zeer nominaal onder het bestuur van de Russische regering. Tsjoekotka werd pas veroverd in 1925, aan het einde van de Russische Burgeroorlog.

### Veranderingen
Eerst was Verchneoedinsk de hoofdstad, maar na de verovering van Tsjita op 22 oktober 1920 door de sovjettroepen werd deze stad het bestuurlijk centrum van de DVR. De democratisch verkozen regering, die voornamelijk uit communisten bestond, nam tijdens zijn kortstondige bestaan (12 tot 27 april 1921) een eigen grondwet aan. Tot regeringsleider werd de communist Aleksandr Krasnosjtsjokov verkozen en tot hoofd (premier) van de ministersovjet werd Pjotr Nikiforov verkozen.
Japan zette ondertussen in mei 1921 met hulp van de witten een tegenoverheid (Priamoer-overheid) op in Vladivostok onder leiding van Spiridon Merkoelov, die tot 1922 bleef bestaan en de voorlopige zemstvo van Vladivostok verving. Deze moest de kraj Primorje afscheiden van de DVR en werd ook wel Kustrepubliek genoemd. In november 1921 viel het Witte Leger Chabarovsk aan en veroverde het op 22 december 1921. De Raad van Volkscommissarissen van de RSFSR nam daarop maatregelen om de DVR te versterken en verving Krasnosjtsjokov als regeringsleider door Nikolaj Matvejev en Nikiforov door generaal Vasili Bljoecher. In februari 1922 ging Bljoecher in de tegenaanval met zijn leger en wist met hulp van partizanen de witten te verslaan op 12 februari 1922 bij het station van Volotsjajevka (Slag bij Volotsjajevka). Op 14 februari werd Chabarovsk heroverd. Het Witte Leger trok zich daarop terug in de neutrale Japanse zone, om vanuit daar in september 1922 een nieuwe aanval te lanceren, die echter mislukte.
De Sovjet-Unie wist Japan bij de conferentie van Washington (1921-1922) diplomatiek te isoleren. In Japan groeide bovendien de onwilligheid van de Japanse bevolking om door te gaan met de anticommunistische interventie en wisten de Japanse overheid onder druk te zetten om haar leger terug te trekken van het vasteland van Rusland. De Priamoer-overheid werd op 9 juni 1922 vervangen door een nieuwe witte regering en vormde toen een vojevoda onder leiding van generaal Dieterichs die Maria Fjodorovna van Denemarken (moeder van ex-tsaar Nicolaas II) uitnodigde om over Vladivostok te komen regeren. Bij de Conferentie van Dairen (Dalni/Dalian) (1921-1922) wist de DVR Japan uiteindelijk, door de overwinning bij Volotsjajevka en door het mislukken van de Japanse diplomatie bij de Conferentie van Washington, in 1922 te dwingen haar troepen terug te trekken.
Op 25 oktober 1922, na de terugtrekking van de laatste Japanse troepen uit de kustregio, bezette het Volks-Revolutionair Leger van de DVR de kustzone en het Rode Leger Vladivostok, waarop de DVR zich aansloot bij de Sovjet-Unie op 14 november 1922, omdat haar doel was bereikt. Alleen Noord-Sachalin was toen nog bezet door Japanse troepen, die zich daarvandaan pas terugtrokken in 1925. Op 15 november verklaarde het Russische Centraal uitvoerend comité de opname van de DVR in de RSFSR.

### Opvolging
Na de integratie in de Sovjet-Unie was het Russische Verre Oosten achtereenvolgens een provincie (1922-1923), een oblast (1923-1926) en een kraj (1926-1938) van de RSFSR. In 1930 werd het Baikalgebied afgesplitst en in 1935 de Chinese Oostelijke Spoorlijnzone.
Tijdens de jaren '20 en aan het begin van de jaren 30 bezat het gebied enige autonomie vanwege de enorme economische betekenis en de aanwezigheid van vele buitenlandse bedrijven in het gebied. Tegen het midden van de jaren 30 begon de centrale overheid van de Sovjet-Unie echter de gevaren te zien van regionalisme, separatisme en een mogelijke Japanse interventie, waarna ze de autonomie beëindigde en de regering van de Verre Oosterse kraj ophief en in 1938 opdeelde in kraj Chabarovsk (oblasten Amoer, Chabarovsk, Kamtsjatka, Sachalin en Beneden-Amoer, de Joodse autonome oblast en de nationale okroegen van de Tsjoektsjen en Korjaken) en kraj Primorje (oblast Primorje en oblast Oessoeri).

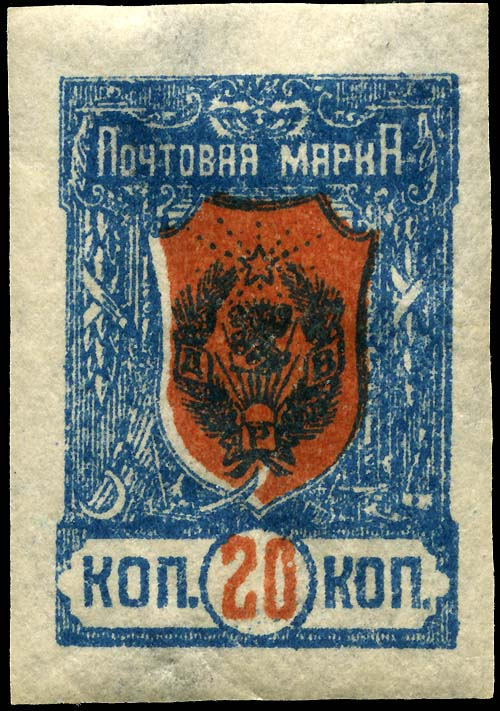
20-kopeken uitgave uit 1922 in Tsjita.

## Postzegels uit de DVR
De Verre-Oostelijke Republiek heeft tijdens zijn kortstondige bestaan een aantal postzegels uitgegeven. De eerste postzegels werden uitgegeven aan het einde van 1920 voor lokaal gebruik in de kustgebieden en bestonden uit overdrukken van uitgiften met het wapenschild van het Russische Rijk, later gevolgd door 4 postzegels met een eigen ontwerp. Sommige gebieden binnen de DVR bleven lokaal uitgegeven postzegels gebruiken tot in 1921, zoals de Semjonov-portzegels in Tsjita en de Blagovesjtsjensk-uitgave in oblast Amoer. De centrale overheid in Tsjita gaf in 1921-1922 een nieuwe set uit, die tot februari 1924 wijd gebruikt werd in het Russische Verre Oosten. Toen in mei 1921 Vladivostok en omgeving zich afscheidden van de DVR werden daar ook verschillende overdrukken uitgegeven. Verschillende van deze postzegels werden in grote aantallen geproduceerd en zijn nog steeds goed verkrijgbaar, terwijl anderen extreem zeldzaam zijn. Sommige uitgaven zijn gebruikt erg schaars, zodat er veel exemplaren met een vervalste afstempeling bestaan. Hieronder vallen de zogenaamde Nikolajevsk aan de Amoer-uitgave en de Vladivostok luchtpostuitgave uit 1923. Ook zijn er "fantasieoverdukken" bekend, zoals de "Pribaikal"-overdrukken.

## Huidige betekenis
Na de val van de Sovjet-Unie in 1991 ontstonden in de kustregio, vooral in de grootste steden Chabarovsk en Vladivostok, regionalistische bewegingen alsook afscheidingsbewegingen, die werden gesteund door ideologische stromingen en regeringsleiders uit de Verenigde Staten (bijvoorbeeld Zbigniew Brzeziński; 1997) Deze stromingen hebben tot op heden echter weinig populariteit gevonden onder de bevolking, mede omdat deze vreest te worden opgeslokt door Japan of China en omdat de huidige Russische grondwet afscheiding verbiedt.